# Pomnik Założycieli Kijowa
Pomnik Założycieli Kijowa (ukr. Пам'ятник засновникам Києва) lub też Pomnik upamiętniający założenie miasta Kijowa (ukr. Пам'ятний знак на честь заснування Києва) – pomnik znajdujący się w Kijowie w Parku Nawodnyckim nad Dnieprem. Został zaprojektowany przez Wasyla Borodaja i odsłonięty 22 maja 1982 z okazji 1500-lecia założenia miasta. Pomnik wykonano z betonu zbrojonego i pokryto miedzianą blachą. Uznawany jest za jeden z symboli Kijowa.

## Historia
Pomnik powstał jako część obchodów 1500-lecia Kijowa (m.in. razem z Ukraińskim Domem). Z powodu ograniczeń finansowych po Igrzyskach Olimpijskich w 1980, na polecenie Komitetu Centralnego Komunistycznej Partii Związku Radzieckiego, zamiast metali kolorowych użyto betonu zbrojonego i blachy miedzianej. Oficjalne odsłonięcie nastąpiło 22 maja 1982.
W 2010 pomnik częściowo się zawalił w wyniku korozji wewnętrznej konstrukcji, jednak został odbudowany w ciągu trzech miesięcy. Koszt renowacji wyniósł 400 milionów hrywien. W 2012 pomnik był wykorzystywany jako logo Kijowa podczas turnieju UEFA Euro 2012. W 2021 teren wokół pomnika został zmodernizowany i uruchomiono przy nim nową fontannę. W 2022, podczas rosyjskiej inwazji, pomnik został zabezpieczony przed uszkodzeniami.

## Opis
Pomnik przedstawia legendarnych założycieli Kijowa – braci Kija, Szczeka, Chorywa oraz ich siostrę Łybedź. Figury umieszczone są w łodzi – Łybedź stoi na dziobie z rozpostartymi ramionami, a jej bracia trzymają broń na rufie. Łódź spoczywa na granitowym cokole w kształcie fal, ustawionym na czerwonej granitowej platformie. Obok znajduje się fontanna z kolorowym oświetleniem i strumieniami wody sięgającymi do 3,5 metra. Twarz Łybеdź została wzorowana na córce rzeźbiarza, Hałynie Borodaj.

## Pomnik na Majdanie Niepodległości
21 listopada 2001 na Placu Niepodległości odsłonięto inny pomnik przedstawiający Kija, Szczeka, Chorywa i Łybedź. Autorem tej kompozycji był Anatolij Kuszcz, a rzeźba różni się formą i układem od pomnika w Parku Nawodnyckim.